# Kō Iwasaki
Kō Iwasaki (* 16. August 1944 in Tokio, Japan) ist ein US-amerikanischer Cellist und Musikpädagoge japanischer Herkunft.
Iwasaki studierte Cello bei Hideo Saito und gewann 1960 den Nationalen Musikwettbewerb Japans. Nach dem Abschluss des Toho-Konservatoriums 1963 setzte er seine Ausbildung an der Juilliard School bei Leonard Rose fort. 1965 debütierte er in New York bei den Young Concert Artists. Später vervollkommnete er seine Ausbild bei Harvey Shapiro und bei Pablo Casals in Puerto Rico.
Für seine Aufführungen zeitgenössischer japanischer Musik wurde er 1971 mit dem Arts Minister Award for Young Artists und dem Arts Festival Record Prize ausgezeichnet. Im Folgejahr gab er sein Debütkonzert in Europa mit dem London Symphony Orchestra unter André Previn. Seit 1974 lebt er in den USA. Von hier aus unternahm er als Solist und Kammermusiker Konzertreisen durch Europa, die Sowjetunion und Japan und nahm u. a. an den Festivals von Marlboro, Aspen, Santa Fe, Lockenhaus und Kuhumo teil. Er ist Preisträger mehrerer internationaler Cellowettbewerbe und Gründer der Tokyo Chamber Soloists und des Okinawa Moon Beach Music Camp & Festival in Japan. Ab 1995 spielte er als Mitglied des Japan String Quartet einen Zyklus sämtlicher Streichquartette Ludwig van Beethovens ein.
Von 1974 bis 1995 unterrichtete Iwasaki als performing artist an der Illinois State University, danach wechselte er zur Southern Methodist University. Außerdem gab er Meisterklassen am Cleveland Institute of Music, beim World Cello Congress, an mehreren Universitäten und bei Sommermusikfestivals. Derzeit ist er außerordentlicher Professor am Toho-Konservatorium in Tokio und reguläres Fakultätsmitglied am Institute for Strings in Dallas.